# 中谷仁
中谷 仁（なかたに じん、1979年5月5日 - ）は、和歌山県和歌山市出身の元プロ野球選手（捕手）、高校野球指導者。
智辯学園和歌山高等学校硬式野球部の出身で、現役からの引退後に、プロ野球経験者向けの学生野球資格回復制度を通じて資格回復の適性を認定。2017年4月に部長として同部へ復帰すると、2018年8月から監督を務めている。2021年夏の第103回全国高等学校野球選手権大会では、プロ野球を経験した後に上記の制度で適性を認定された監督としては初めて、甲子園球場の全国大会でチームを優勝に導いた。

## 経歴

### プロ入り前
小学校低学年の頃太ってきたため地元の少年野球チーム「有功少年野球クラブ」に連れて行かれたことから野球を始めた。同チームの2年上には後に阪神でチームメイトとなった前田忠節がいた。
和歌山市立有功中学校に入学。この頃はヤクルトスワローズ全盛期で、監督である野村克也、古田敦也の影響で捕手の面白さにはまっていったが、それは太っていたことから練習がしんどく、すぐにしゃがみたくなる習性があったことも理由となっていた。
智辯学園和歌山高等学校（智弁和歌山高校）に入学後、正捕手として甲子園大会に3度出場した。1996年の第68回選抜高等学校野球大会で準優勝。1997年の第79回全国高等学校野球選手権大会では主将としてチームを引っ張り、優勝に貢献した。同大会では打率.563を記録。チームメイトには高塚信幸や喜多隆志がいた。高校通算21本塁打を記録。
1997年秋のプロ野球ドラフト会議で阪神タイガースから1位指名を受けて入団。同期に井川慶、坪井智哉がいる。将来の正捕手候補として期待され、背番号は歴代の正捕手である田淵幸一や木戸克彦が着用していた22となった。

### 阪神時代
1999年春、一軍主戦捕手の一人であった山田勝彦とは相性がよくなかった井川をウエスタン・リーグで連続完投勝利させる。
5月には浜辺で同僚の中込伸の投げた携帯電話が左目を直撃して視力が大きく低下。失明寸前となって選手生命の危機に陥ったが、その後地道な練習が実り、実戦に支障が出ないまでに回復した。
この件について、中込本人は「浜辺で同僚選手達とバーべキューをしている最中に中谷の携帯電話が鳴り、中込が中谷へ電話を投げて渡したところ、中谷がそれに気付かず左目に当たった。中込は中谷及び、家族に対して自分の過失を詫びた。中谷と家族は「気にしないでください」と言い、和解したとの事である。
2002年、プロ入り5年目にして初の一軍昇格、正捕手矢野輝弘の骨折などもあり出場機会に恵まれ初安打・初打点を記録した。阪神時代は打撃成績こそ振るわなかったが、リード面での評価は高く、また安定したフィールディングを見せた中谷に期待を寄せる向きもあった。
2003年は、野口寿浩の加入によって控え捕手の層が厚くなり、再び二軍での登録が増え、終盤に一軍登録されたものの出場機会がなかった。
2004年以降は、若手捕手陣から狩野恵輔の育成を重視する方針に切り替わったこともあって、一軍公式戦への出場機会がなかった。

### 楽天時代

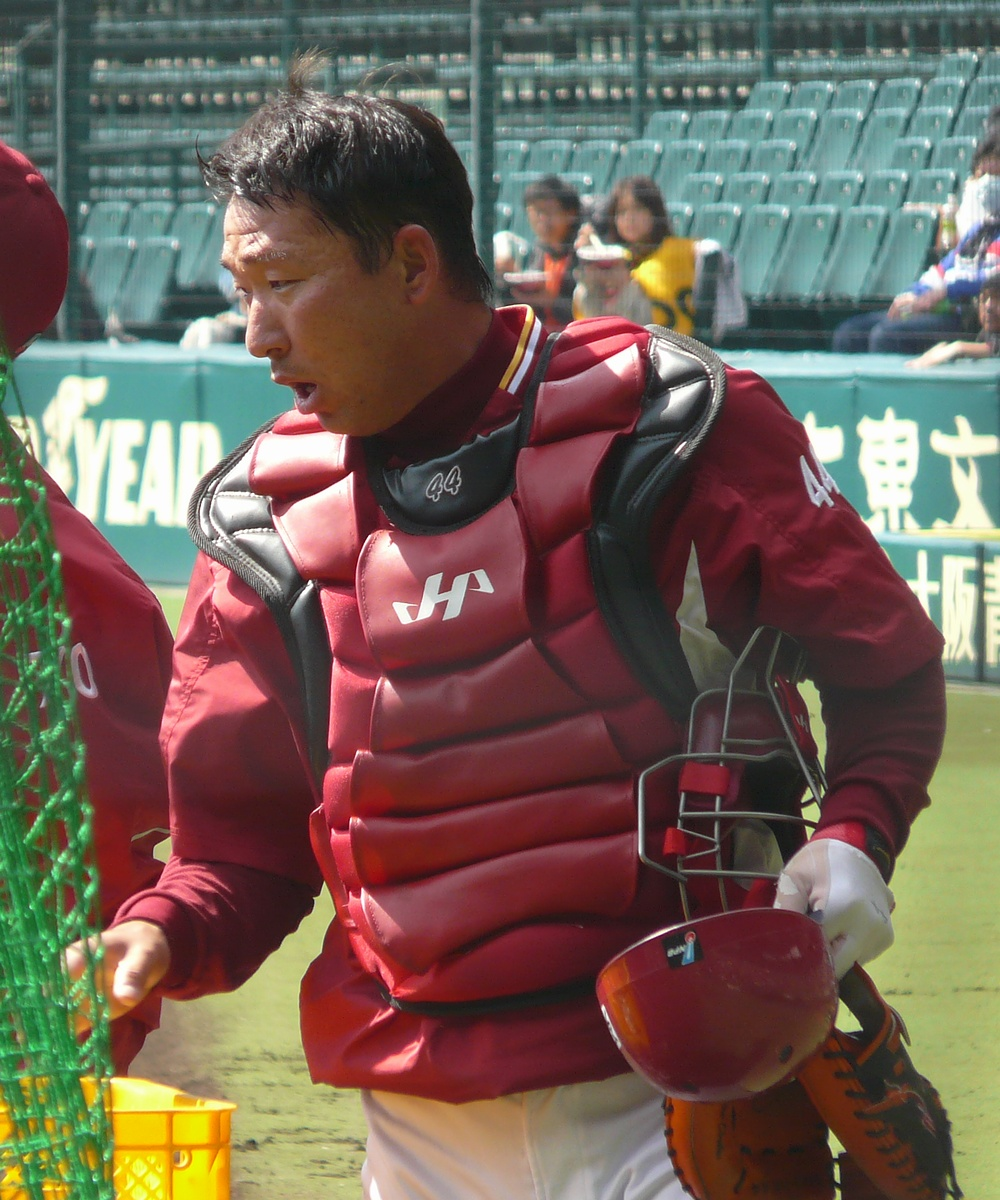
楽天時代

2005年のシーズン終了後に金銭トレードで東北楽天ゴールデンイーグルスへ移籍する。
2006年には一軍公式戦8試合、イースタン・リーグ公式戦29試合に出場。秋にはフェニックスリーグに参加した。
2007年は怪我で出遅れ、更にルーキー嶋基宏の抜擢など一軍試合出場は無く、二軍でも内野も守るなど出場機会が減った。
2008年も引き続き怪我の治療に始まり復帰は7月にずれこむも、一軍候補の若手捕手が次々と脱落して行く中で秋口にようやく一軍登録され再評価を受ける。秋季キャンプでも教育リーグ行きを免除されベテラン格の扱いを受けた。
2009年6月21日、対阪神戦に代打で出場し、能見篤史から12年目のプロ初本塁打となる2ランを放つ。この一打が一軍残留の決め手となり、守備機会を与えられ徐々に信頼を得ると、永井怜からパートナー指名を受けるなど出場機会を増やしていった。後半戦は、主戦捕手だった嶋に代わり中谷が起用されるようになった。当時監督だった野村克也は「学校の成績と野球頭脳は別」と説き、中谷の野球頭脳を高評価した。打撃は当初は振るわなかったが、8月頃からバッティングフォームをバスター打法に変えるなど試行錯誤を重ねて徐々に一軍投手のレベルに対応し始め、9月26日の対西武戦（西武ドーム）で岸孝之から7番セギノール、8番リンデン、9番中谷の球団初となる3者連続本塁打を記録。このシーズンは自己最多の55試合に出場し、楽天初の2位決定、クライマックスシリーズ進出に貢献した。クライマックスシリーズでは、4試合でスタメンマスクを被り、打率は.333だった。
2010年はシーズン序盤に肉離れを起こして離脱。マーティ・ブラウンが監督となり、若手捕手を起用する采配に変わったため怪我が治ってもなかなか一軍に復帰できず、わずか11試合の出場に留まった。
2011年は、2003年以来再び星野仙一のもとでプレーすることとなったが、やはり打撃力の弱さを問われ、若手重点起用となり後半は一軍登録の機会はなかった。シーズン終了後は教育リーグに派遣されたが、リーグ終了後の11月11日に、球団から戦力外通告を受けた。12月1日付で、NPBから自由契約選手として公示。戦力外を通告された際には、球団からスタッフとしての残留を打診された。しかし、中谷自身は他球団への現役続行を希望したため、同年11月24日に12球団合同トライアウトへ参加した。

### 巨人時代
前述した12球団合同トライアウトで、読売ジャイアンツ（巨人）の関係者が、捕手としての守備力を高く評価。トライアウト終了後には、中谷へ入団を打診した。中谷も打診を受諾したため、2011年12月6日には、巨人へ入団することが正式に発表された。
2012年には、4月15日より8月初頭まで一軍に帯同。しかし、一軍の正捕手を阿部慎之助、2番手捕手を實松一成に事実上固定したチーム事情の影響で、自身の一軍公式戦出場は5試合にとどまった。7月31日の対中日戦で、9回表から捕手の守備を1回こなしたのが、一軍最後の出場となった。二軍ではルーキーの今村信貴のノーヒットノーランをアシストするなど、若手育成面での評価を受けた。プロ15年目にしてはじめての優勝のビール掛け参加を経て、10月4日に現役引退を表明。ナインとの別れの際、監督の原辰徳は「中谷という野球人は非常に印象深い。彼がスコアブックに残らない面で残していったものを我々は受け継いでいかねばならない」と労った。同日付で、NPBから任意引退選手として公示された。

### 現役引退後
2013年には、ブルペン捕手として巨人に在籍。レギュラーシーズンの開幕前に開かれた第3回ワールド・ベースボール・クラシック（WBC）では、日本代表の監督でもあった原の推薦で、ブルペン捕手として日本代表に参加した。しかし、社会人野球からの現役復帰を目標に、同年限りで巨人を退団。退団の直後には、古巣の阪神から球団スタッフとしての復帰を打診されたが、結局は自身の意向でプロ野球界を離れた。
2014年には、「上達屋」（中学生時代から交流があった手塚一志が主宰する私設野球教室）大阪道場のスタッフとして、1月から少年野球選手の個人指導に携わった。その一方で、3月4日付で、日本学生野球協会から学生野球資格回復の適性を認定。同協会に登録している高校・大学の硬式野球部でも指導できるようになった。

#### 指導者として母校に復帰
2017年には、母校である智弁和歌山高校で、1月から3月まで硬式野球部の臨時部長を務めた。同年4月1日付で、職員として同校へ採用されるとともに、常勤扱いで硬式野球部の専任部長へ就任。学生時代からの恩師でもある監督・高嶋仁の補佐役を務め始めると、チームがこの年夏の選手権和歌山大会で2年振り・通算22回目の優勝を果たしたことによって、自身21年振り・部長就任後初の選手権全国大会出場へ至った。
2018年には、チームを第90回記念選抜高等学校野球大会での準優勝や、第100回全国高等学校野球選手権記念大会への出場に導いている。2018年選手権記念大会終了直後の8月24日付で高嶋が監督を勇退したことを受けて、高嶋から監督職を継承すると、自身が率いる新チームが同年10月の高校野球秋季近畿地区大会で準決勝にまで進出。この結果が評価されて、2019年に第91回選抜高等学校野球大会へ出場すると、準々決勝にまで進出した。夏の第101回全国高等学校野球選手権大会でもチームを本大会出場に導いたが、星稜高校との3回戦で打線が奥川恭伸から23三振を奪われた末に、延長14回裏に大会規定によるタイブレークからサヨナラ負け。ただし、2019年の大会で春夏を通じて3番打者を務めていた黒川史陽は、秋のNPBドラフト会議での2巡目指名を経て東北楽天ゴールデンイーグルスへ入団している。
2020年には第92回選抜高等学校野球大会への出場が決まっていたが、年初から日本国内で新型コロナウイルスへの感染が拡大している影響で大会が中止されたことに伴う救済措置として、8月の2020年甲子園高校野球交流試合で尽誠学園高校と対戦（結果は1対8のスコアで敗戦）。夏場に予定されていた第102回全国高等学校野球選手権大会も上記の影響で中止を余儀なくされたものの、選手権和歌山大会の代替措置として開催された「2020　夏　高校野球和歌山大会」で優勝したことによって、（高嶋の監督時代を含めて）夏の県大会4連覇を達成した。さらに、秋のNPBドラフト会議4巡目では、エースの小林樹斗が広島東洋カープ、4番打者の細川凌平が北海道日本ハムファイターズから指名（いずれも後に入団）。その一方で、イチローが自身と同じ経緯でこの年に学生野球資格回復の適性を認定されたことを受けて、細川も参加した11月2 - 4日の練習にイチローを臨時コーチとして迎え入れた。イチローが日本国内の高校球児を直々に指導したことは、この時の練習が初めてである。
2021年には、第93回選抜高等学校野球大会への出場権を逃したものの、第103回全国高等学校野球選手権大会に和歌山代表として出場。選手権の本大会では、兄弟校に当たる智弁学園高等学校（奈良代表）と決勝で対戦した。選手権本大会の決勝で兄弟校同士が対戦したことや、和歌山代表と奈良代表による「紀和決戦」が実現したことはいずれも初めてだったが、チームは9対2で智弁学園に大勝。中谷は、甲子園球場の全国大会としては監督就任後初めて（在学中を含めれば自身2回目）の優勝に至った。プロ野球経験者が監督を務めるチームが第二次世界大戦・学制改革後の全国大会で優勝した事例は、徳島県立池田高等学校の監督として第64回全国高等学校野球選手権大会（1982年）・第58回選抜高等学校野球大会（1986年）を制した蔦文也（元・東映フライヤーズ投手）以来8人目だが、学生野球資格回復制度の導入後に回復の適性を認定された監督としては初めて。高校生時代に選手として全国大会の優勝を経験した人物が卒業後に母校の監督として同じ大会で再び優勝した事例は、沖縄尚学高等学校の投手として1999年の第71回選抜高等学校野球大会で優勝した比嘉公也が、同校の監督として第80回選抜高等学校野球大会（2008年）を制して以来8人目である。
もっとも、2021年秋からの新チームは、秋季和歌山県大会の準決勝で和歌山県立和歌山東高等学校に敗退。この敗退によって翌年（2022年）の第94回選抜高等学校野球大会へ出場できなかったばかりか、夏の第104回全国高等学校野球選手権大会でも、本大会への出場を3大会連続で果たしながら初戦敗退を喫した。選手権本大会での初戦敗退は、高嶋が最後に指揮を執った2018年の第100回記念大会以来4大会振りで、前回大会での優勝校としては13例目である。
2023年には、前年（2022年）の秋季近畿大会で準決勝にまで勝ち残ったことが評価されて、第95回記念選抜高等学校野球大会へ出場。智弁和歌山高校の硬式野球部が選抜大会へ実際に出場したことは（大会が中止された2020年をはさんで）4年振りだったが、2回戦で英明高校の前に1点差で惜敗したことによって、「甲子園球場の選抜大会・選手権本大会における2季連続初戦敗退」という同部史上初の事態に至った。さらに夏には、前年までに5連覇を達成していた選手権和歌山大会でも、高野山高校の前にチーム22年振りの初戦敗退を喫している。

## 人物
愛称は「じん」「じゃが」。「上達屋」大阪道場のスタッフ時代にも、「ジャガ」という愛称を「上達屋ネーム」に用いていた。
阪神に同期入団の井川は、「中谷くんと"21世紀の黄金バッテリー"になれるようにしたい!」と述べている。2006年交流戦前に井川が「交流戦で対戦したい相手は?」の問いに中谷の名前を真っ先に挙げている。
楽天時代、仲の良い選手は阪神時代にも同僚だった山村宏樹だった。阪神の中では、兄貴として慕っている赤星憲広と金澤健人である。移籍が決まった時には、餞別として赤星から直筆メッセージ入りのグローブをもらった。
尊敬している人は「僕を一人で育ててくれた母」。阪神時代に失明寸前で走ることさえできなかったころ、「野球ができなくても、生きてたらええやん」と母から言葉をもらって救われたと、楽天移籍後のインタビューで答えている。
智弁和歌山高校の野球部員時代には、「（当時監督を務めていた）高嶋の後継筆頭候補」と呼ばれるほど、周囲からキャプテンシーを高く評価。3年時には、大学へ進んで教員免許を取った後に、野球部の監督として母校へ戻ることを考えていた。しかし、その最中に母が病に倒れたことから、「家族を守れる男でありたい」と決意。進路を大学からNPBへ切り替えたところ、ドラフト会議で阪神から1位で指名されたため、母や実家の家計を助けることも視野に入団へ踏み切った。当初考えていた教員免許の取得は叶わなかったが、NPBを離れてから学生野球資格の回復を経て同校の職員になったため、2018年8月には高嶋から実際に監督職を引き継いでいる。
2002年の終盤、阪神の一軍捕手はベテラン山田勝彦と、浅井良・中谷の23才コンビだったが次第に山田メインになっていった。その頃、記者陣に「チョンボの目立つ山田よりも若手を抜擢して経験を積ませた方がいいのではないか？」と聞かれた当時の星野監督は「いや、投手陣に『捕手は誰が受けて欲しいか』と聞いたら皆、山田がいいと答えるんだよ」と答えていた。そうしたことも相まって、中谷は「投手陣に信頼されるような捕手でありたい」とコメントしている。その当時の山田、浅井、中谷の捕手トリオの合言葉は「藤川球児と藤田太陽にプロ初勝利をあげさせてやろう」であった。
2006年4月5日に「野球仁〜中谷仁ブログ」を開設。ブログではファンにプレゼントを企画したり、ファンが教えてくれた店（ホルモン屋）には全部行くと書くなどファンと交流をしていたが、2008年2月4日をもって更新を停止した。
日本の高校野球指導者（智弁和歌山高校硬式野球部の監督）として初めてイチローを臨時コーチに迎えたことについては、指導期間の3日間を終えた直後に、「プロ野球選手でも『聞いてみたい』という選手がいっぱいいるなかで、うち（同部）のグラウンドに来ていただいて（部員の指導を）やっていただくのは、僕自身にとっても夢のようで本当に信じられない。智弁和歌山の監督をさせてもらっている立場として、これ（イチローの指導）でまた『負けられない』という心地良い圧（プレッシャー）がかかっている」と述べている。ちなみに、この時に指導を受けた1・2年生部員は、翌2021年の第103回全国高校野球選手権大会の優勝に貢献。イチローは優勝に際して、「智弁和歌山高校のグラウンドを初めて訪れた時に、『本気で日本一（全国大会の優勝）を目指しているチームだ』と感じた。そのために厳しい練習を重ね、悔しい思いもしてきたと思う。（春の第93回）選抜（高校野球大会）に出場できなかったどん底から頂点（夏の選手権大会での優勝）まではい上がってきたこと、何となく（目指していたの）ではなく、本気で目指していた日本一になったこと、そして野球の面白さをあらためて教えてくれたことは見事だった」との祝辞を寄せた。

## 詳細情報

### 年度別打撃成績
| 年 度     | 球 団     | 試 合 | 打 席 | 打 数 | 得 点 | 安 打 | 二 塁 打 | 三 塁 打 | 本 塁 打 | 塁 打 | 打 点 | 盗 塁 | 盗 塁 死 | 犠 打 | 犠 飛 | 四 球 | 敬 遠 | 死 球 | 三 振 | 併 殺 打 | 打 率 | 出 塁 率 | 長 打 率 | O P S |
| --------- | --------- | ----- | ----- | ----- | ----- | ----- | -------- | -------- | -------- | ----- | ----- | ----- | -------- | ----- | ----- | ----- | ----- | ----- | ----- | -------- | ----- | -------- | -------- | ----- |
| 2002      | 阪神      | 17    | 23    | 22    | 2     | 1     | 0        | 0        | 0        | 1     | 1     | 0     | 0        | 1     | 0     | 0     | 0     | 0     | 8     | 1        | .045  | .045     | .045     | .091  |
| 2006      | 楽天      | 8     | 10    | 10    | 0     | 3     | 0        | 0        | 0        | 3     | 0     | 1     | 0        | 0     | 0     | 0     | 0     | 0     | 5     | 0        | .300  | .300     | .300     | .600  |
| 2008      | 楽天      | 4     | 2     | 2     | 0     | 1     | 0        | 0        | 0        | 1     | 0     | 0     | 0        | 0     | 0     | 0     | 0     | 0     | 1     | 0        | .500  | .500     | .500     | 1.000 |
| 2009      | 楽天      | 55    | 128   | 100   | 13    | 20    | 1        | 0        | 3        | 30    | 14    | 0     | 1        | 14    | 2     | 12    | 0     | 0     | 33    | 5        | .200  | .281     | .300     | .581  |
| 2010      | 楽天      | 11    | 16    | 15    | 1     | 1     | 0        | 0        | 0        | 1     | 0     | 0     | 0        | 0     | 0     | 1     | 0     | 0     | 3     | 0        | .067  | .125     | .067     | .192  |
| 2011      | 楽天      | 11    | 23    | 22    | 1     | 2     | 0        | 0        | 1        | 5     | 2     | 0     | 0        | 1     | 0     | 0     | 0     | 0     | 9     | 0        | .091  | .091     | .227     | .318  |
| 2012      | 巨人      | 5     | 3     | 2     | 0     | 0     | 0        | 0        | 0        | 0     | 0     | 0     | 0        | 1     | 0     | 0     | 0     | 0     | 2     | 0        | .000  | .000     | .000     | .000  |
| 通算：7年 | 通算：7年 | 111   | 205   | 173   | 17    | 28    | 1        | 0        | 4        | 41    | 17    | 1     | 1        | 17    | 2     | 13    | 0     | 0     | 61    | 6        | .162  | .220     | .237     | .457  |

### 年度別守備成績
| 2002 | 17  |     |    |   |   |   |       | 11 | 9  | 2  | .182 | - | - | - | - | - | -     | - | - | - | - | - |
| 2006 | 8   | 15  | 0  | 0 | 0 | 0 | 1.000 | 0  | 0  | 0  | -    | - | - | - | - | - | -     |   |   |   |   |   |
| 2008 | 4   | 13  | 2  | 0 | 0 | 0 | 1.000 |    |    |    |      | - | - | - | - | - | -     |   |   |   |   |   |
| 2009 | 55  | 269 | 31 | 1 | 8 | 2 | .997  | 46 | 28 | 18 | .391 | - | - | - | - | - | -     |   |   |   |   |   |
| 2010 | 10  | 38  | 1  | 0 | 0 | 0 | 1.000 | 5  | 5  | 0  | .000 | 1 | 2 | 0 | 0 | 0 | 1.000 |   |   |   |   |   |
| 2011 | 11  | 73  | 3  | 1 | 0 | 0 | .987  | 6  | 5  | 1  | .167 | - | - | - | - | - | -     |   |   |   |   |   |
| 2012 | 3   | 1   | 0  | 0 | 0 | 0 | 1.000 | 1  | 1  | 0  | .000 | - | - | - | - | - | -     |   |   |   |   |   |
| 通算 | 108 |     |    |   |   |   |       | 69 | 48 | 21 |      | 1 | 2 | 0 | 0 | 0 | 1.000 |   |   |   |   |   |

### 記録
- 初出場：2002年8月11日、対中日ドラゴンズ20回戦（ナゴヤドーム）、5回裏に捕手として出場
- 初先発出場：2002年8月13日、対横浜ベイスターズ22回戦（横浜スタジアム）、8番・捕手として先発出場
- 初安打・初打点：2002年8月29日、対中日ドラゴンズ22回戦（阪神甲子園球場）、9回裏に小笠原孝から中前適時打
- 初盗塁：2006年7月30日、対西武ライオンズ11回戦（フルキャストスタジアム宮城）、2回裏に二盗（投手：西口文也、捕手：細川亨）
- 初本塁打：2009年6月21日、対阪神タイガース4回戦（阪神甲子園球場）、5回表に藤原紘通の代打で出場、能見篤史から左越2ラン

### 背番号
- 22 （1998年 - 2001年）
- 66 （2002年 - 2005年）
- 44 （2006年 - 2012年） - 巨人入団時には"58"と発表されたが年明けに楽天在籍時と同じ"44"に変更となった。
- 210 （2013年）

## 出演番組
- バース・デイ（2012年1月14日、TBS系） - 中谷の高校時代から阪神入団、目の怪我によるブランク、野村楽天でCS出場に貢献するも二年後に自由契約、そしてトライアウトを経て巨人入団するまでの経緯を辿ったドキュメンタリー[29]。

## 指導した主な選手
- 黒原拓未（コーチ時代）
- 林晃汰（コーチ時代）
- 東妻純平
- 黒川史陽
- 細川凌平
- 小林樹斗